# رون براون (سياسي)
رون براون (بالإنجليزية: Ron Brown)‏ هو شخصية أعمال وسياسي أمريكي، ولد في 18 سبتمبر 1946. انتخب عضو مجلس ولاية ويسكونسن.